# プレジャー・ドーム
プレジャー・ドーム(Pleasure Domes)は1950年にプルマン社がアッチソン・トピカ・アンド・サンタフェ鉄道（サンタフェ鉄道、略称ATSF）向けに製造した流線型のドーム展望車である。
この車両は1950年の導入以来1971年にサンタフェ鉄道が旅客列車の営業運転を終了するまで専ら同社の看板列車であったスーパー・チーフ号に使用された。アムトラックは全6両を保有し、1980年まで運用した。全6両が現存する。
名称はサミュエル・テイラー・コールリッジの詩『クーブラ・カーン』に由来する:65–67。

## 設計

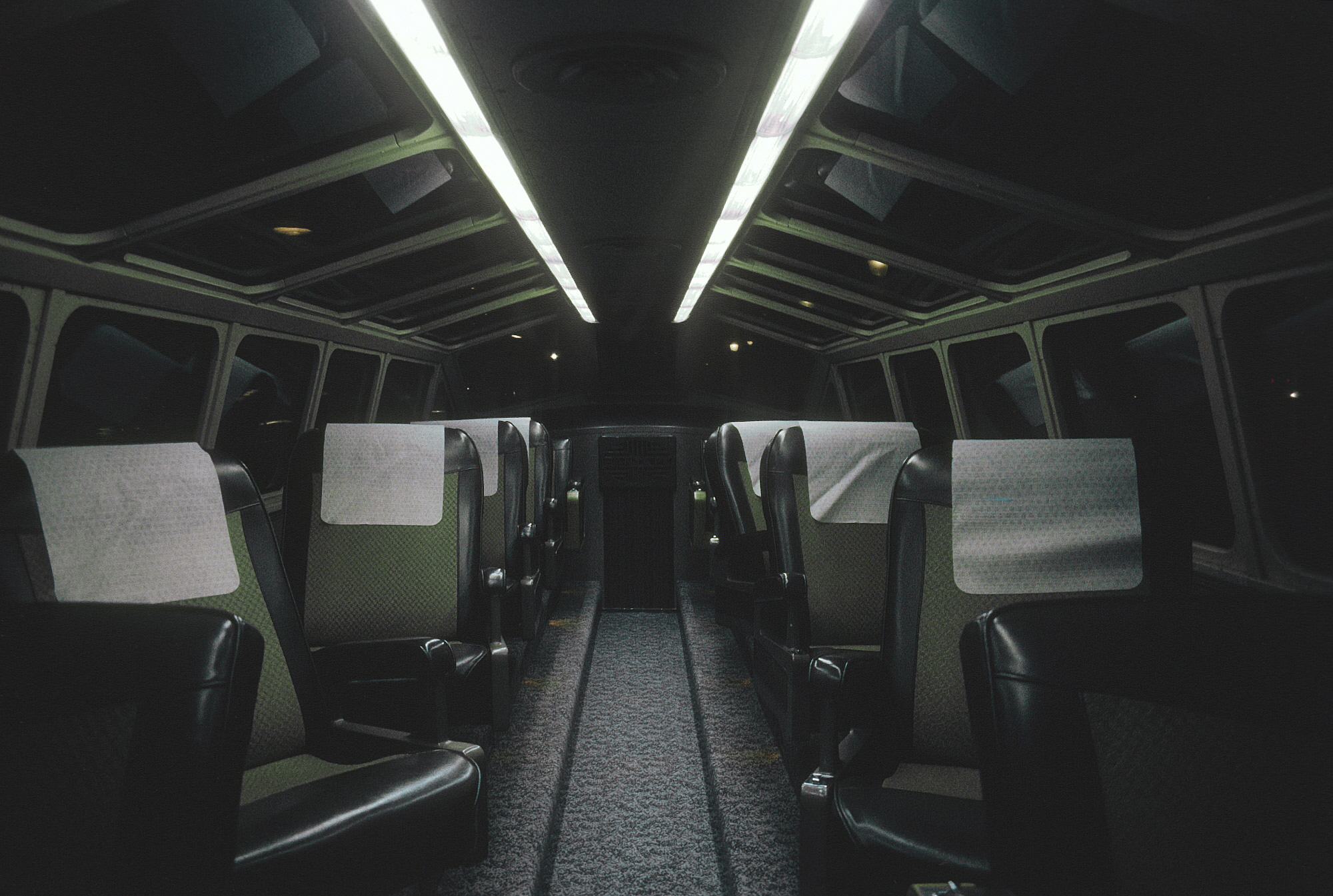
展望ドーム室（1971年12月撮影）

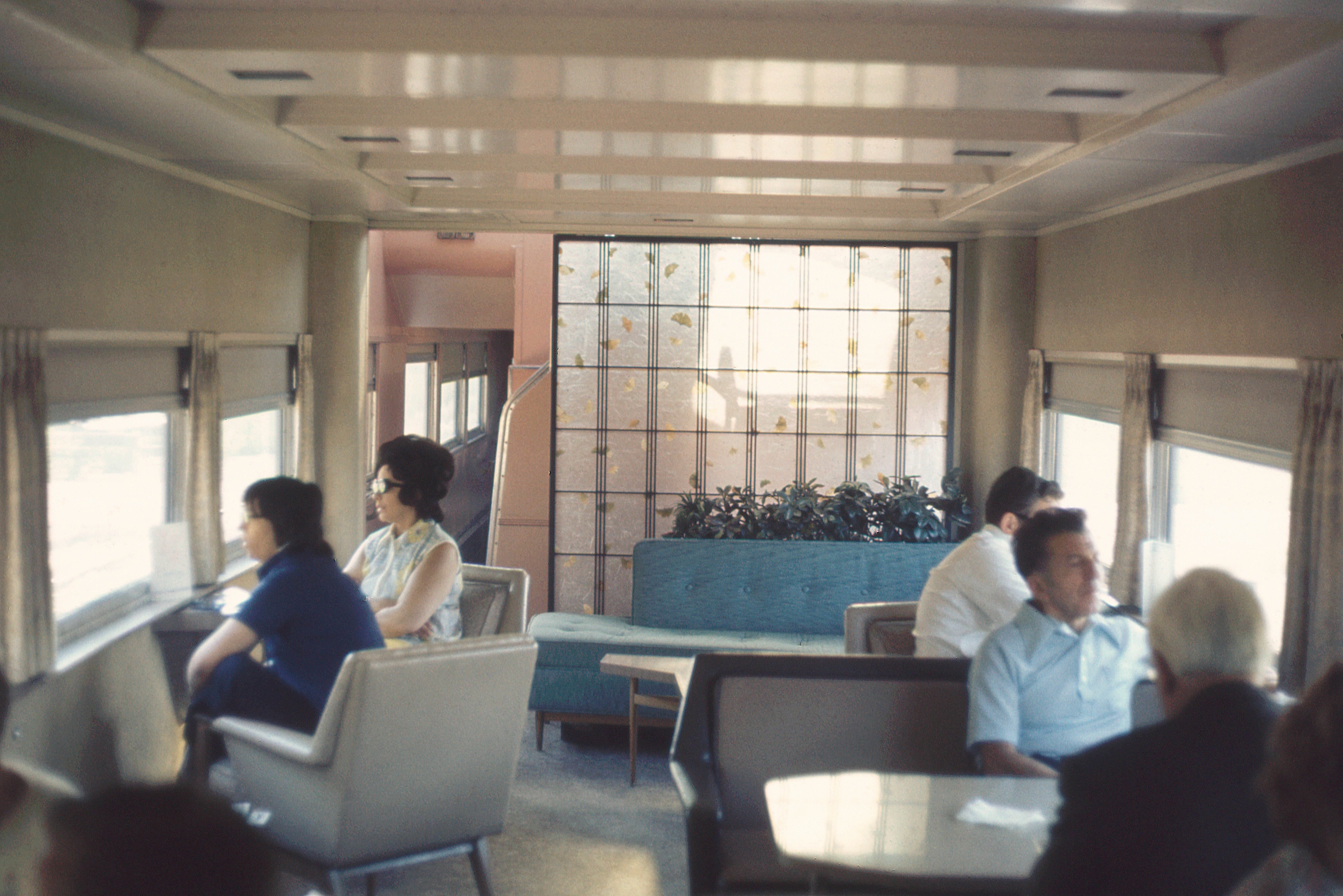
ラウンジ室（1969年7月撮影）

プレジャー・ドームは6両ともラウンジと食堂車の合造車であるが、車両によって細かな違いがある。他の鉄道に導入されたほとんどのドームカーは2階にドーム展望席を設け、1階をラウンジ室とする2室構造をとっている。プレジャードームには3室目があり、それが個室「ターコイズ・ルーム」である。これは12席の小部屋で、予約なしでは使用できなかった:65–67。1950年代の新聞報道によると、このターコイズ・ルームは「車輪のある乗り物で初の個室食堂であった」。ドームカーの2階席はパーラーカー式の自在に回転できるシートが設けられていた:44。ターコイズ・ルームの料理は隣接して連結される食堂車で用意された:12。

## 歴史
プレジャー・ドームはサンタフェ鉄道にとって最初のドームカーであり、1950年に「スーパー・チーフ」号の運用に投入された:65–67 。
1952年6月、ワーナー・ブラザース・ピクチャーズはグロリア・スワンソン主演、ジェームス・ワレン、フレッド・クラーク、ハンス・コンリード、スティーブ・ブロディー出演ののロマンチック・コメディー映画en:Three for Bedroom "C"を公開する。この映画ではある年老いた映画スター（スワンソン）がニューヨークからロサンゼルスまで「スーパー・チーフ」号の個室に隠れて大陸横断旅行をする。映画のためにサンタフェ鉄道はプレジャー・ドームを含む実際の車両を貸し出している:336–337。
アムトラックは1971年5月の発足に際し「スーパー・チーフ」号をほぼそのまま引き継ぎ、プレジャー・ドームも引き続き連結された。しかしながら、アムトラックはサービス品質をサンタフェ鉄道時代と同水準に保つことができず、両社の関係は悪化する。
アムトラックは1974年の上旬に「スーパー・チーフ」号からのプレジャー・ドームと1等客専用の食堂車の連結中止を決め（後に撤回）、サンタフェ鉄道より列車名を維持する許可を剥奪された。アムトラックは結局プレジャー・ドームを引き続き使用することにしたが、列車名は「サウスウェスト・リミテッド」に変更となった。アムトラックは1970年代末にはプレジャー・ドームを同列車から次第に外していった:123–127。アムトラックは6両全てを1980年代初頭にプライベートカーとして売りに出した。

## 現在
今日、プレジャー・ドームは「スーパー・チーフ」号の高級なサービスを今日に伝える役割を担っている。ウィンスローの「旧サンタフェ駅」（2019年現在もアムトラック駅として営業中）のラ・ポサダ・ホテルでは「ターコイズ・ルーム」という名の食堂が高級レストランとしての伝統を受け継ぎ営業中である:67。